# Cullingsburgh

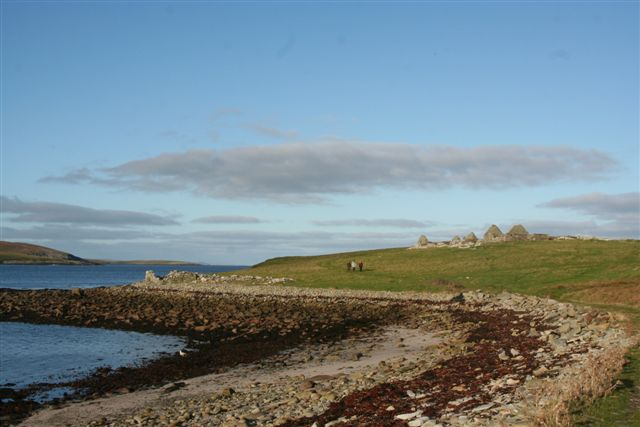
Ruinen des Ortes an der Küste

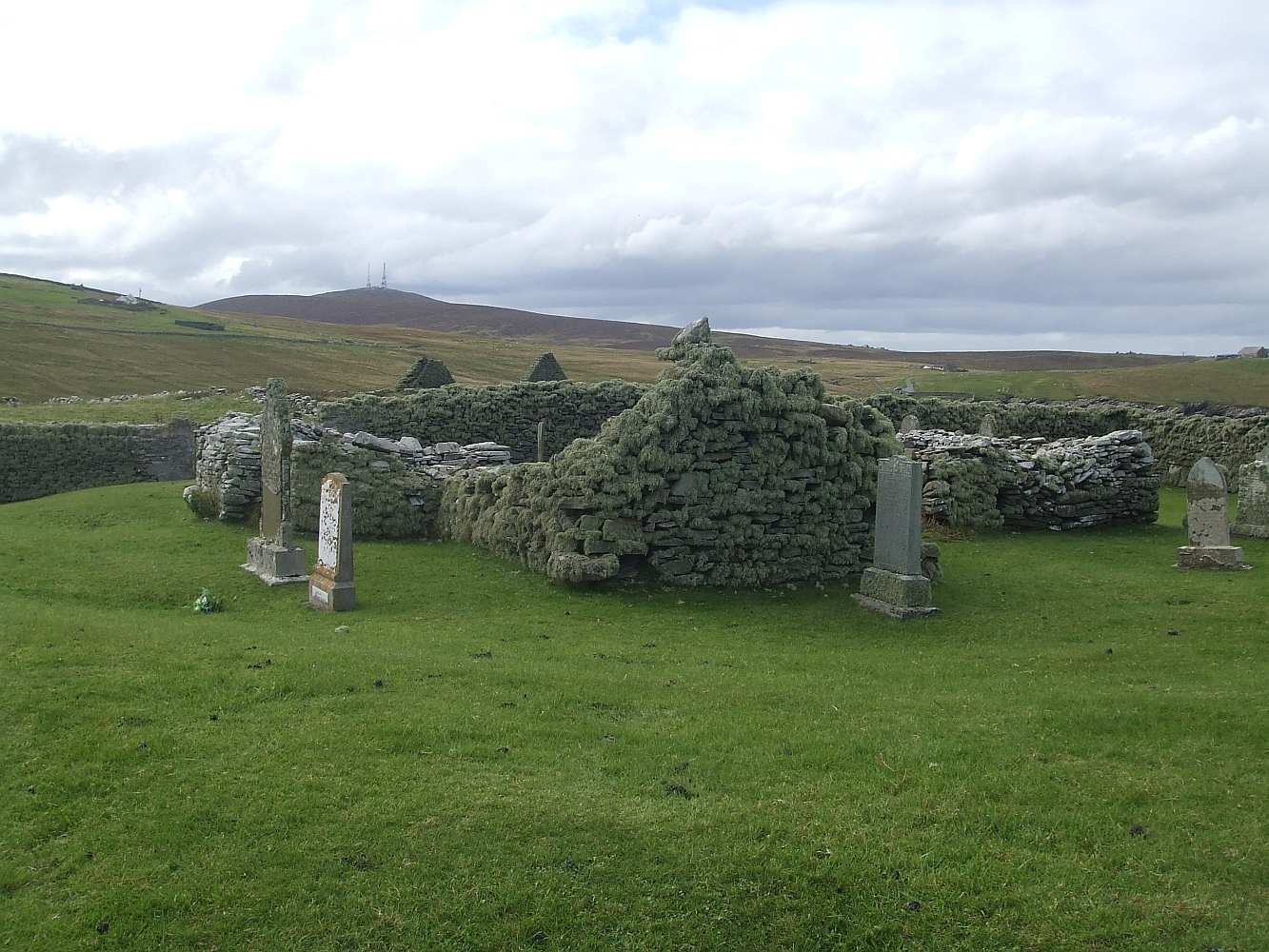
Kirche und Friedhof von Cullingsburgh

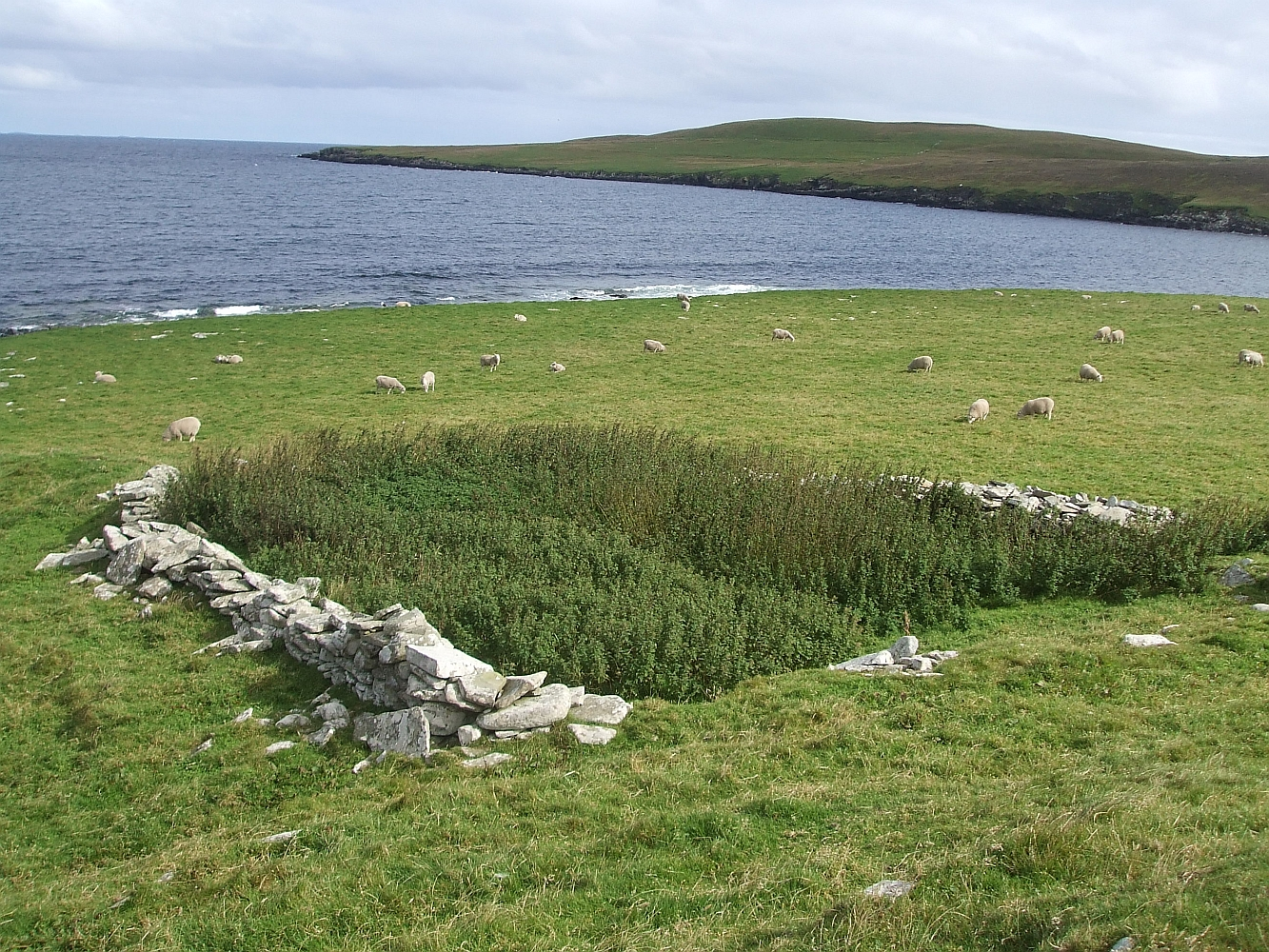
Der Broch von Cullingsburgh

Cullingsburgh (ältere Namen sind Culbinsburgh und Culbinsgarth) ist eine ehemalige Siedlung, die im Südosten der zu Schottland zählenden Shetlands lag.

## Geographie
Cullingsburgh war eine Siedlung, die am südöstlichen Ufer der Meeresbucht Voe of Cullingsburgh im Osten der Insel Bressay lag. Überragt wurde es vom 144 Meter hohen Ander Hill im Südosten. Nach Lerwick ist es fünf Kilometer in südwestlicher Richtung, die nächste Ortschaft ist Brough im Süden.

## Historisches
Cullingsburgh wurde von den letzten Bewohnern am Ende des 19. Jahrhunderts verlassen. Im Rahmen der historischen Gliederung Schottlands in Civil Parishes zählt es zu Bressay. Als Ensemble sind ein Broch sowie der Friedhof und die Kirche St Mary’s Church als Scheduled Monument eingestuft worden.